# 長野業実
長野 業実（ながの なりざね）は、安土桃山時代から江戸時代初期にかけての武将。彦根藩井伊家の家老をつとめた。諱は業真とも。通称は十郎左衛門。

## 概要
父は上野箕輪城城主長野業正の子の長野業親とされる（諸説あり）。業親の系譜ははっきりせず、業正の子であったとしても庶子か養子であろうと考えられている。
はじめ向坂伝蔵（こうさか でんぞう）、後に民部、十郎左衛門と称した。母が井伊直政存知の者であったため、直政の推挙により徳川家康の近習となり（12歳から13歳時）、その後、天正8年（1580年）に箕輪にて井伊直政に仕官し小姓を務めた。
小田原征伐では井伊勢の先鋒として、小田原城内に突入する功績をあげた。関ヶ原の戦いの功績で慶長6年（1601年）に2000石、大坂の陣で奉行を務め、寛永4年（1627年）に3000石となった。慶安2年（1649年）10月に病死した。
子孫は彦根藩の第三席の家老（4000石）として続いた。